# Bruce Harvey
Bruce Harvey es un deportista estadounidense que compitió en vela en la clase Tornado. Ganó una medalla de oro en el Campeonato Mundial de Tornado de 1973.

## Palmarés internacional
| Campeonato Mundial | Campeonato Mundial | Campeonato Mundial | Campeonato Mundial |
| Año                | Lugar              | Medalla            | Clase              |
| ------------------ | ------------------ | ------------------ | ------------------ |
| 1973               | Toronto (Canadá)   | Medalla de oro     | Tornado            |